# САО Херцеговина
САО Херцеговина (Српска аутономна област Херцеговина) је била српска аутономна област настала у СР БиХ, СФРЈ. 1991. године Проглашена је одлуком Скупштине Заједница општина Источне Херцеговине. Касније је укључена у Републику Српску. САО Херцеговина се налазила у области Херцеговине, тачније у њеном источном делу. Такође се називала и САО Источна Херцеговина, или САО Стара Херцеговина.
На челу САО Источне Херцеговине и идејни вођа је био козачки атаман Божидар Вучуревић, градоначелник Требиња.
САО Херцеговина је формирана од заједница општина познатије као Заједница општина Источне Херцеговине, која је формирана 27. маја, 1991. САО Херцеговина је проглашена одлуком Скупштине Заједница општина Источне Херцеговине 12. септембра 1991. године. Обухватала је предео Херцеговине, односно Источне Херцеговине са већинским српским становништвом. Главни град је био Требиње.
- Српске аутономне области у Босни и Херцеговини (септембар 1991)
- Српске аутономне области у Босни и Херцеговини (новембар 1991)